# Samson Bank
Samson Bank var en dansk bank, der udsprang af bankierselskab. Banken var ledet og ejet af Ole Abildgaard, Steffen Aspöck og Lasse Lindblad. Banken gik konkurs i 1995.